# Dnsmasq
Dnsmasqは軽量で比較的容易に設定できるDNSサーバのフォワーダとDHCPサーバをもつソフトウェアである。
ADSL回線などのインターネットサービスプロバイダを利用してインターネットにNATによる接続をしている（最大1000クライアント以下の）小規模ネットワークを対象に設計されている。
Dnsmasqを利用すると、グローバルなDNSには保持されないローカルエリア内の端末にDNSのサービスを提供することができ、（2回目以降のグローバルアドレス参照では対内DNSが応答するので）対外DNSの負荷分散に貢献でき応答性の向上が期待できる。
またシンクライアントがネットワーク起動を行うために、PXEやBOOTP および TFTPといったサービスを提供できる。

## 機能
- ファイアウォールの対内側にDNSを提供できる。
- モデムなど広域ネットワークの終端で回線断となっていても、DNSを参照できる。
- Dnsmasqに統合されたDHCPでは、端末に対して静的アドレスの指定または、借与するアドレス範囲内で動的にアドレスを割り振ることができる。そしてBOOTPの動作や、RFC 3397のDNSサーチリストまで含むDHCPオプションをサポートしている。
- Dnsmasqのキャッシュにインターネットアドレス（Aレコード、AAAAレコード）、ドメインネーム対アドレスの対応を保持するので、対外にあるDNSの負荷分散に貢献できる。
- DnsmasqはPPPやDHCPの設定より対外にあるDNSのアドレスを端末に通知することができる。すなわち端末の設定でDNSの構成が自動的に行える。
- IPv6にも対応しており、IPv6経由で対外にあるDNSの問い合わせが可能である。またIPv6とIPv4混在する環境に、IPv6からIPv4あるいはIPv4からIPv6のフォワーダとしても機能する。
- Dnsmasqでは特定のドメイン上にあるDNSに問い合わせを行う。すなわち対外と対内のDNSを容易にシステム統合できる。
- DnsmasqではMXレコードとSRVレコード（英語版）をサポートしている。そして対内にある端末に対してMXレコードを返すように設定する事もできる。
- Dnsmasqはバージョン2.69からはDNSSECに対応している。